# マーラーカオ

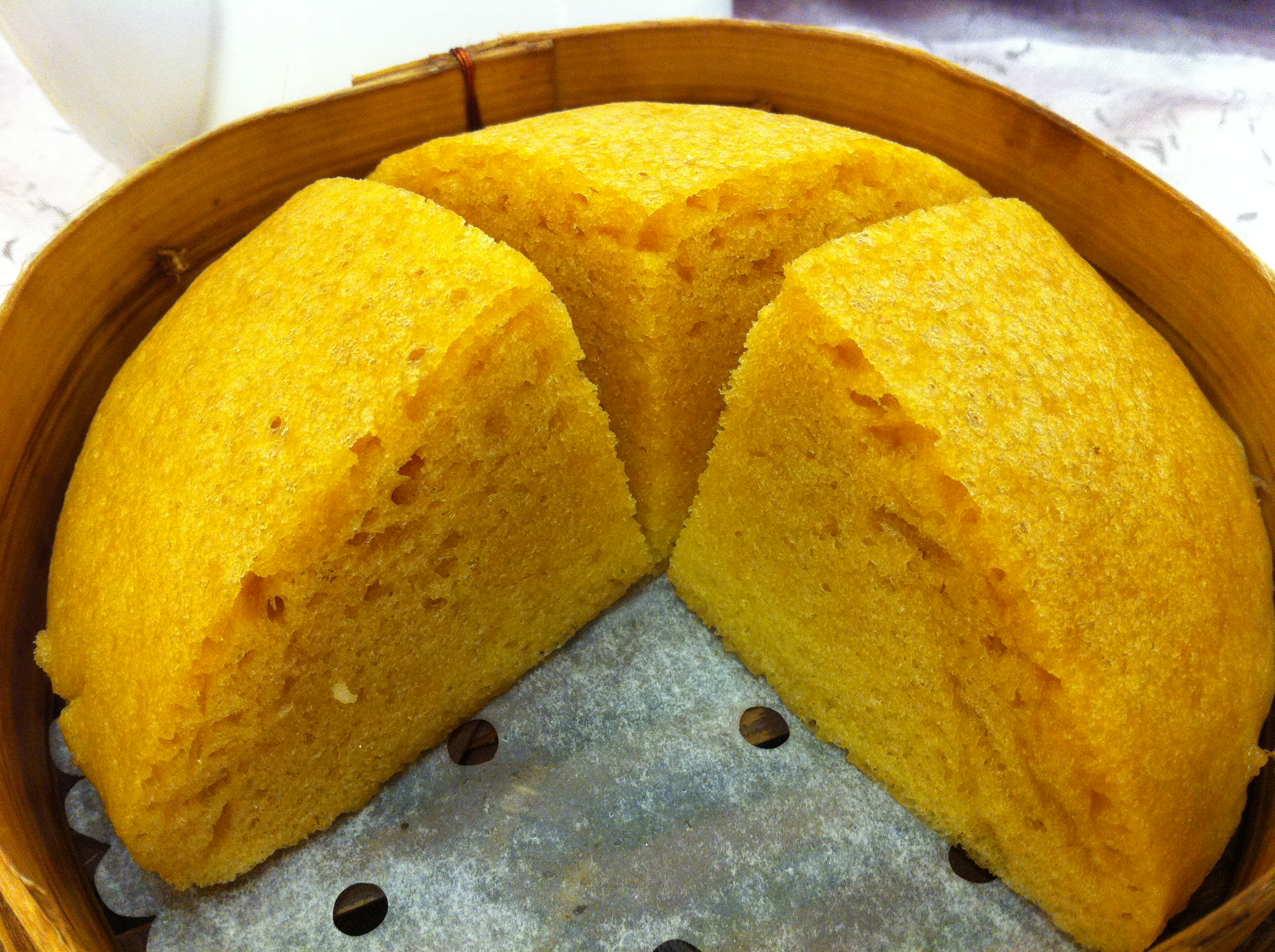
マーラーカオは西洋のケーキに似ている

マーラーカオ（中国語: 馬來糕、または、中国語: 馬拉糕）は、マレーシア、中華人民共和国の伝統的な点心。「中国風蒸しカステラ」「中華風蒸しカステラ」「マレーシア風カステラ」とも呼ばれる。

## 概要
一般的な蒸しパンに使う材料の他に、ラードが使われるのが特徴的である。
発祥の地については、中華人民共和国の広東地方という説とマレーシアという説があるが、マレーシアという説が有力である。
中国語で馬拉（マーラー）はマレーシア、糕（カオ）はケーキという意味で、日本へは江戸時代に中国から伝わった。
中華人民共和国では点心としても愛されており、香港の飲茶などでも提供されている。

## 名前の由来
「マレーシアからやって来た菓子であるから」「色合いが濃いめでマレーシア人に似ていたから」など諸説ある。